# Pendem (Kembang)
Pendem is een bestuurslaag in het regentschap Japara van de provincie Midden-Java, Indonesië. Pendem telt 6414 inwoners (volkstelling 2010).